# Mart Dominicus
Mart Dominicus, né en 1958 aux Pays-Bas, est un réalisateur, acteur et écrivain néerlandais.

## Filmographie

### Réalisateur
- 1982 : A Tale About Film and Reality
- 1998 : FL 19,99[2]
- 2003 : Go West, Young Man! : co-réalisé avec Peter Delpeut[3]

### Acteur
- 1995 : Au revoir de Heddy Honigmann[4]

## Livre
- 1995 : Six Actors in Search of a Director: Working with the Actor with Krzystof Kieslowski ; a Documentation : co-écrit avec Helena van der Meulen